# 大库罗讷
大库罗讷（法語：Grand-Couronne，法語發音：[ɡʁɑ̃ kuʁɔn]）是法国滨海塞纳省的一个市镇，与小库罗讷相邻，属于鲁昂区。

## 地理
大库罗讷（49°21'27"N, 1°0'26"E）面积16.91 平方千米，位于法国诺曼底大区滨海塞纳省，该省份为法国北部沿海省份，其西部及北部濒大西洋英吉利海峡，东起顺时针与索姆省、瓦兹省、厄尔省和卡爾瓦多斯省接壤。
与大库罗讷接壤的市镇（或旧市镇、城区）包括：塞纳河畔欧托、拉隆德、穆利诺、瓦塞勒、奥里瓦勒、小库罗讷、萨于尔、瓦勒德拉艾。
大库罗讷的时区为UTC+01:00、UTC+02:00（夏令时）。

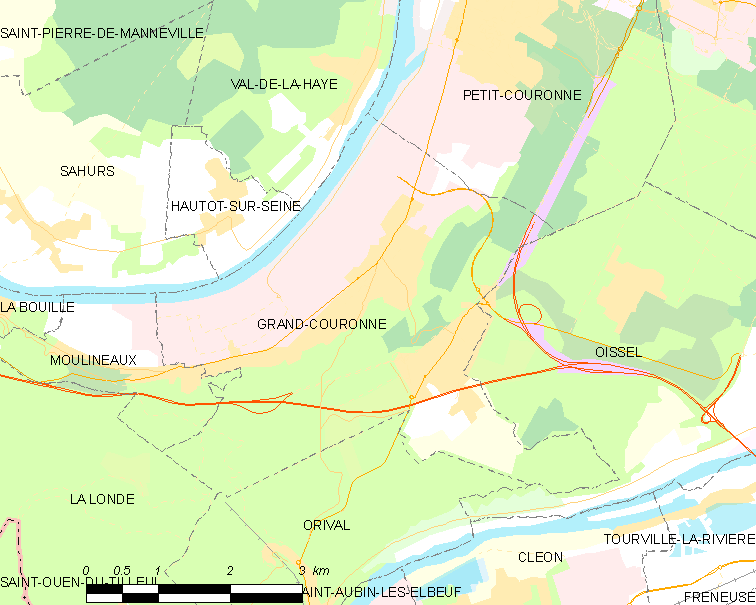
大库罗讷的OSM定位图

## 行政
大库罗讷的邮政编码为76530，INSEE市镇编码为76319。

## 政治
大库罗讷所属的省级选区为埃尔伯夫县。

## 人口

1962-2008年间大库罗讷人口变化图示

大库罗讷于2022年1月1日时的人口数量为9722人。